# Teresa Carreño

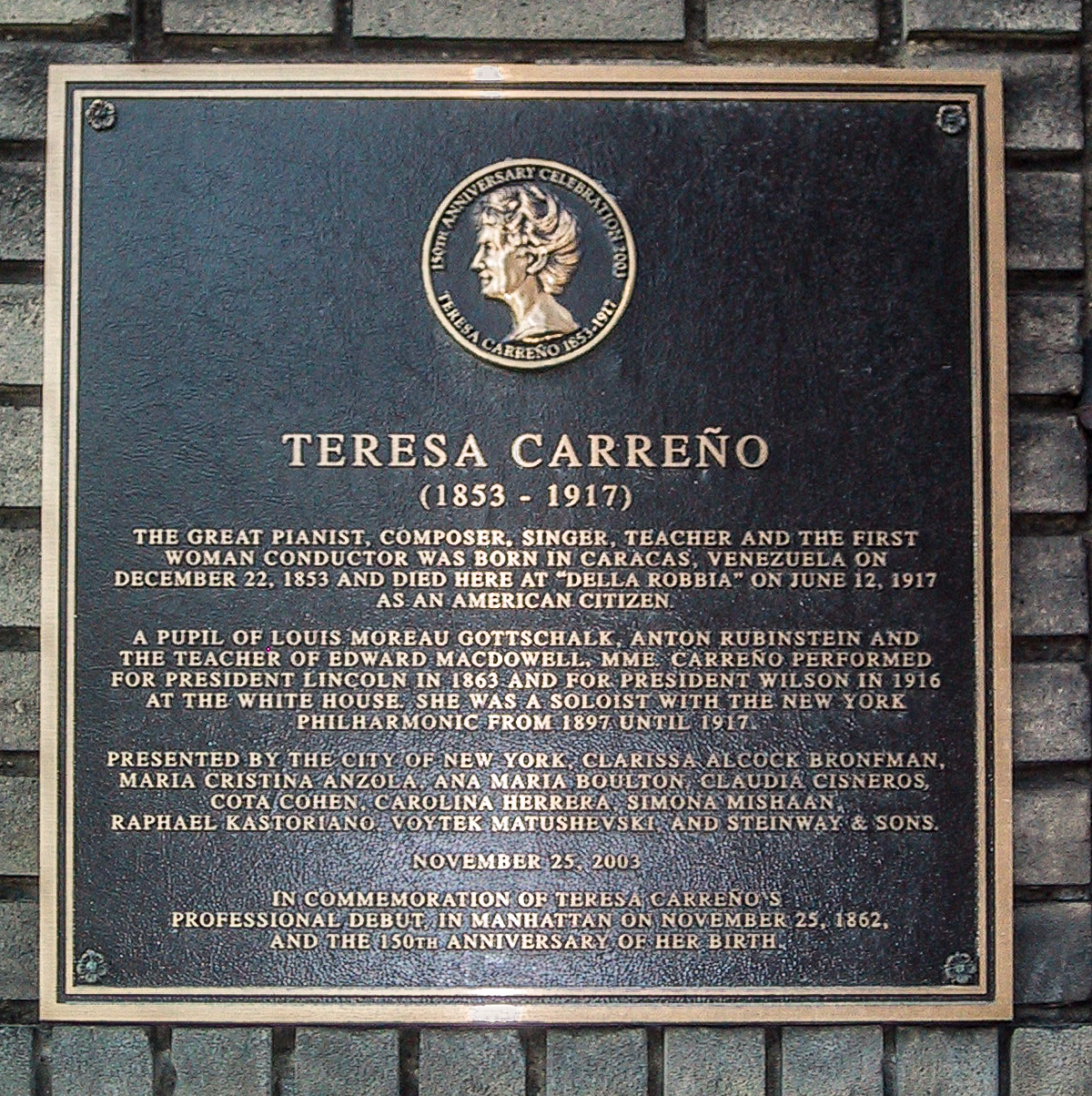
Minnestavla över Teresa Carreño vid platsen för hennes död.

María Teresa Carreño García de Sena, född 22 december 1853 i Caracas, död 12 juni 1917 i New York, var en venezuelansk pianist, sångerska, tonsättare och dirigent.
Carreño föddes i en musikerfamilj och undervisades först av sin far och hennes talang upptäcktes i tidiga år. Hennes familj emigrerade 1862 till New York och vid 8 års ålder debuterade hon som pianist i Irving Hall. 1863 spelade hon för president Lincoln i Vita huset.
År 1866 flyttade Carreño till Tyskland och debuterade som operasångare 1876. 1885 återvände hon för en kort period till Venezuela. Hon slog sig ner i Berlin 1889 och i början av 1900-talet genomförde hon två större världsturnéer, men hennes hälsa försämrades och hon dog 1917 i New York.
Hon var gift fem gånger, 1873–1875 med violinisten Émile Sauret med vilken hon hade en dotter, 1876–1891 med den italienske operasångaren Giovanni Tagliapietra med vilken hon fick två barn (ett av dem var pianisten Teresita Tagliapietra-Carreño). Mellan 1892 och 1895 var hon gift med pianisten Eugen d'Albert och fick ytterligare två döttrar, samt mellan 1902 och 1917 var hon gift med sin tidigare svåger Arturo Tagliapietra. 
Teresa Carreño skrev minst 40 verk för piano, två verk för sång och piano, två för kör och orkester samt kammarmusik. 1905 spelade hon in 18 stycken för "reproducing piano" (Welte-Mignon).
Kulturcentret Teatro Teresa Carreño i Caracas är uppkallat efter henne.